# Zapiecki (Czarna Białostocka)
Zapiecki – dawna wieś, od 1934 w obrębie Czarnej Białostockiej (województwo podlaskie). Położona jest na wschód od linii kolejowej w rejonie ulic Polnej, Dolnej, Pięknej i Elizy Orzeszkowej, na północ od centrum miasta miasta.

## Historia
W 1921 roku wieś Zapiecki liczyła 113 mieszkańców.
W latach 1915–1927  miejscowość należała do gminy Czarna Wieś w powiecie sokólskim, w województwie białostockim, a w latach 1927–1954 do gminy Czarna Wieś w powiecie białostockim (od 1944 w województwie białostockim). 
W 1934 roku doszło do zamian nieruchomości państwowych w gminie Czarna Wieś. Odtąd Zapiecki nie figurują w spisach jako samodzielna miejscowość. 